# Lorinčík
Lorinčík (maďarsky Szentlőrincke, Lőrincke) je městská část Košic, součást okresu Košice II, na Slovensku.

## Historie
Kdysi samostatná obec, dnes městská část Košice-Lorinčík se nachází na území, které se podle dokladů ze 13. a 14. století nazývá Gord. Její historie je úzce propletena s dějinami dnes již zaniklé obce Gord, která také ležela na stejnojmenném území. Starší z obou obcí byla vesnice Gord, která se nacházela v rovině na pravé straně řeky Myslavy mezi vesnicemi Myslava a Barca. Přesně v místech, které je z mapy známo pod názvem Červený rak. V její blízkosti vedla cesta do Veľké Idy a Moldavy nad Bodvou. Ještě v roce 1808 bylo ve vesnici Gord osídlení, avšak ne hromadného charakteru, nacházel se zde už jen jeden statek.
Název vesnice Lorinčík vznikl podle kaple, která byla zasvěcena sv. Vavřinci (maďarsky Szent Lőrincz).